# シコルスキー S-18
シコルスキー S-18
- 設計者：イーゴリ・シコールスキイ[1]
- 製造者：
- 運用者：ロシア帝国[1]
- 初飛行：飛行せず[1]
- 生産数：2機[1]
- 退役：不詳[1]

シコルスキー S-18（英語: Sikorsky S-18、ロシア語: Сикорский С-18）は、ロシア帝国で開発された双発複葉迎撃/戦闘機。

## 概要

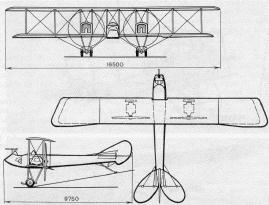
3面図

第一次世界大戦中に開発された双発の複座複葉機で、前席が銃手兼観測手席、後席が操縦手席である。操縦席付近に装甲が施されていたのが特徴であった。エンジンは150馬力のサンビーム・クルセイダーで、左右の下翼に推進式に取り付けられていた。
1917年に2機が製造されたが、装甲のため機体が重くエンジンも信頼性に乏しかったため、飛行することはなかった。ロシア革命の混乱のため、その後の機体の消息は不明。

## 要目
- 乗員：2名[1]
- 全長：9.7 m[1]
- 全幅：16.5 ｍ[1]
- 全高：2.78 m[1]
- エンジン：サンビーム・クルセイダー（150馬力）×2基[1]
- 重量：2,100 kg（全備）[1]